# هرچیزی که می‌خواستم
«هرچیزی که می‌خواستم» (انگلیسی: Everything I Wanted) ترانه‌ای ضبط‌شده از خواننده و ترانه‌نویس آمریکایی بیلی آیلیش است. آیلیش این ترانه را همراه برادرش فینیاس اوکانل نوشت و تهیه کرد. این ترانه در ۱۳ نوامبر ۲۰۱۹ به‌عنوان تک‌آهنگ توسط اینترسکوپ رکوردز و دارک‌روم منتشر شد. این ترانه با الهام از کابوسی که خواننده تجربه کرده‌است، در مورد رابطه قوی آیلیش با برادرش اوکانل و محافظت از او در برابر آسیب است.
«هرچیزی که می‌خواستم» عمدتاً نقدهای مثبتی را از طرف منتقدان موسیقی دریافت کرد و بسیاری اشعار آن را ستودند. این ترانه از نظر تجاری به موفقیت دست یافت و به رتبه ۸ در ۱۰۰ آهنگ داغ بیلبورد رسید و به دومین رتبه برتر آیلیش در ایالات متحده تبدیل شد. همچنین به رتبه یک در جدول فروش بسیاری از کشورها از جمله ایرلند و نروژ رسید. «هرچیزی که می‌خواستم» گواهی‌های فروش متعددی از جمله دو گواهی پلاتین در استرالیا، کانادا و ایالات متحده دریافت کرد. در ۲۴ نوامبر ۲۰۲۰، این ترانه نامزدی ترانه سال و بهترین اجرای پاپ تک‌نفره را در شصت و سومین مراسم سالانه جایزه گرمی دریافت کرد و این دومین سال متوالی آیلیش برای کسب نامزدی در این دسته‌ها بود و از این سو توانست جایزهٔ ضبط سال را از آن خود کند.
یک موزیک ویدئو برای ترانه در ۲۳ ژانویه ۲۰۲۰ منتشر شد. آیلیش و برادرش فینیاس در آوریل ۲۰۲۰، این ترانه را از طریق یک پخش زنده در ورایزن کامیونیکیشنز اجرا کردند.